# Chiesa di San Lorenzo (Fontevivo)
La chiesa di San Lorenzo è un luogo di culto cattolico dalle forme rinascimentali e barocche, situato in strada Rosi di Bellena 14 a Bellena, frazione di Fontevivo, in provincia e diocesi di Parma; è sede di una parrocchia compresa nella zona pastorale della Bassa.

## Storia
Il luogo di culto originario fu edificato in epoca medievale, entro l'XI secolo.
Verso la fine del XV secolo la cappella, ormai in rovina, fu chiusa al culto; negli anni seguenti furono avviati i lavori di costruzione di una nuova chiesa, completata entro il 1525.
Nel 1743 il tempio fu completamente ristrutturato in stile barocco; nel corso dei lavori il soffitto a due falde dell'aula fu coperto con una volta a botte lunettata.

## Descrizione

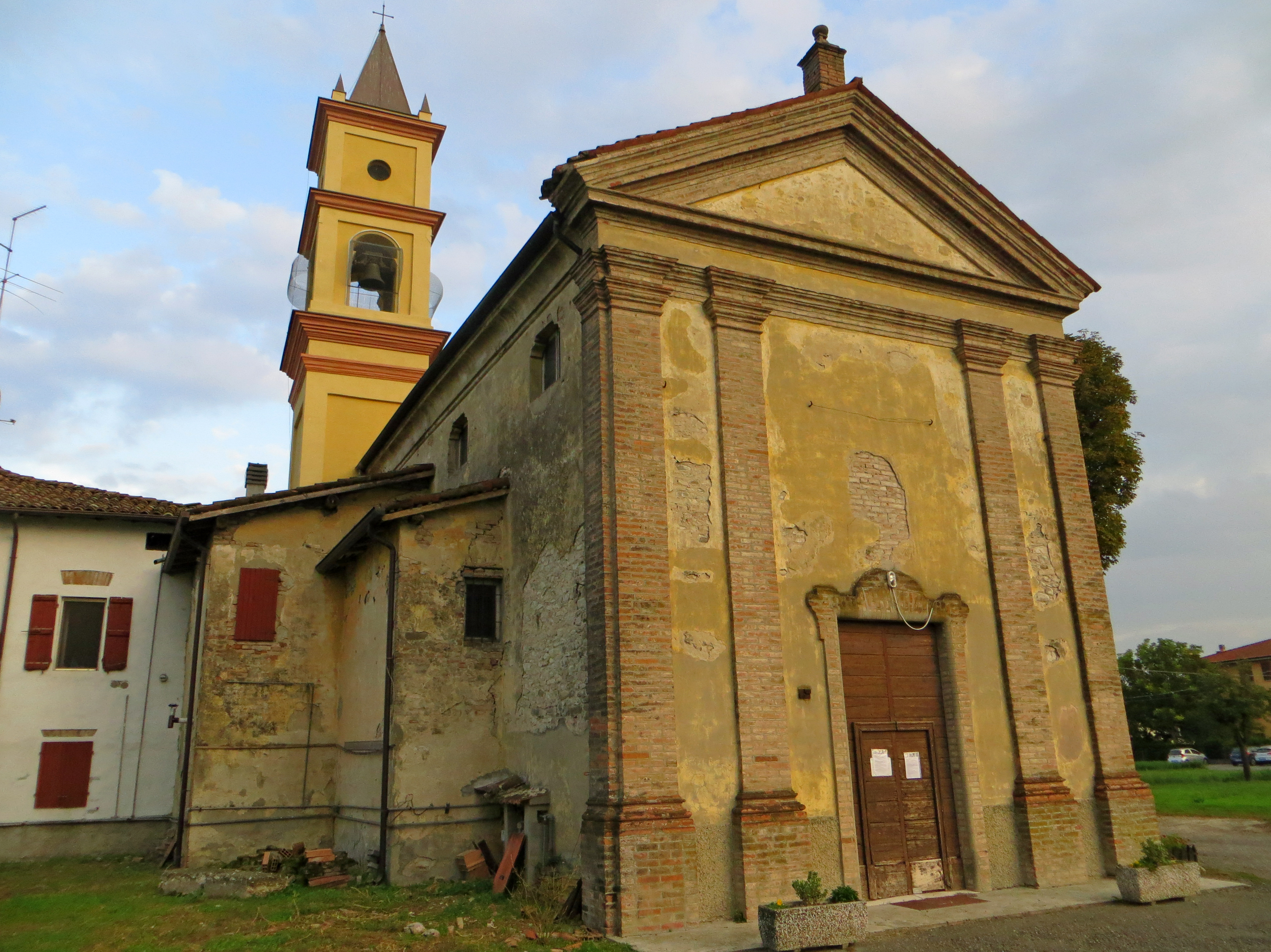
Facciata e lato nord

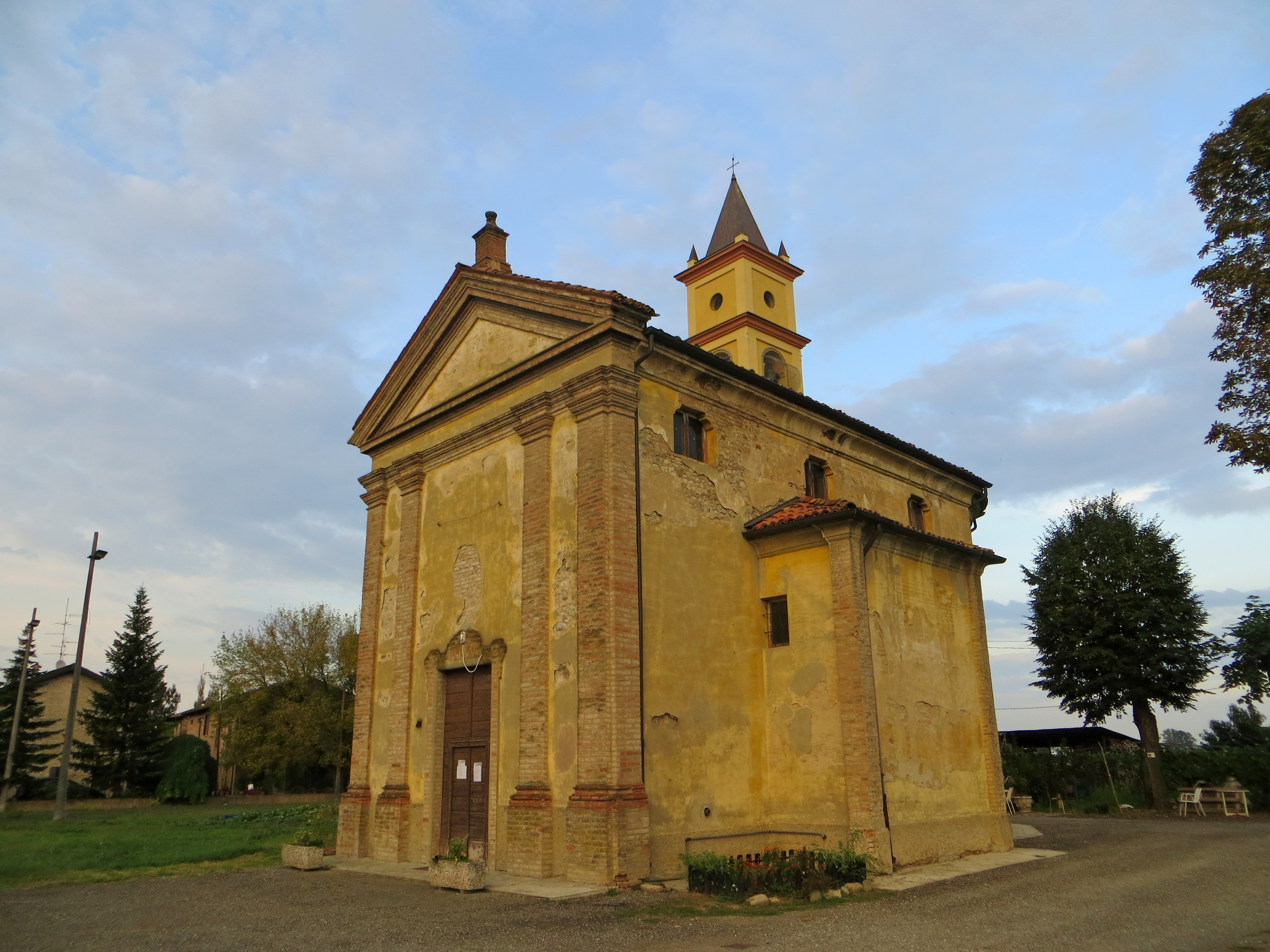
Facciata e lato sud

La chiesa si sviluppa su un impianto a navata unica affiancata da una cappella per lato, con ingresso a ovest e presbiterio absidato a est.
La simmetrica facciata a capanna, intonacata, è scandita verticalmente in tre parti da quattro lesene d'ordine gigante in laterizio, coronate da capitelli dorici; al centro si apre l'ampio portale d'ingresso, delimitato da una cornice con profilo mistilineo; in sommità si staglia il frontone triangolare, con cornice modanata.
Dai fianchi, illuminati da una serie di finestre in sommità, aggettano i volumi delle cappelle; al termine del lato sinistro si erge su tre ordini, in adiacenza alla canonica, il campanile, decorato in corrispondenza degli spigoli con lesene; la cella campanaria si affaccia sulle quattro fronti attraverso monofore ad arco a tutto sesto; al livello superiore si apre al centro di ogni lato un oculo; in sommità, sopra al cornicione perimetrale modanato si ergono quattro pinnacoli angolari e, al centro, un'alta guglia piramidale.
All'interno la navata, coperta da una volta a botte lunettata, è affiancata da una serie di lesene coronate da capitelli dorici, a sostegno del cornicione perimetrale modanato; al centro di ogni lato si apre attraverso un'ampia arcata a tutto sesto una cappella, chiusa superiormente da una volta a botte lunettata.
Il presbiterio, lievemente sopraelevato, è preceduto dall'arco trionfale, retto da due pilastri; l'ambiente absidato è coperto da una volta a botte e dal catino a semi-cupola, decorati con affreschi raffiguranti, in continuità con le pareti sottostanti, una finta architettura in prospettiva; al centro è collocato l'altare maggiore ligneo, mentre sul fondo si allunga il coro settecentesco in legno intarsiato.